# وزارة المياه والري (الأردن)
وزارة المياه والري هي الوزارة المعنية برفع نسبة كمية مصادر المياه المحمية في الأردن وتخفيض الفجوة بين الطلب والمتاح من خلال تنمية مصادر المياه وإيجاد مصادر جديدة من جهه ومن جهه أُخرى تقليل الفاقد من المياه والتوعية ترشيد إستهلاك المياه بترشيد إستهلاك المياه، وهي كذلك الجهة المسؤولة عن قطاع الصرف الصحي في الأردن ومعالجتها للاستفادة منها في عملية ري المزروعات .

يُعتبر الأردن واحداً من أكثر الدول في العالم شحاً في مصادر المياه , وهو ما دفع الحكومات الأردنية المتعاقبة بإيلاء قطاع المياه أهمية قصوى نظراً لما تشكله المياه من ضرورة في حياة الإنسان و الزراعة ، ولا تتجاوز حصة الفرد عن 160 م3 سنوياً وهو دون الحد الأدنى لحصة الفرد عالمياً. شكّلت المياه الجوفية المتجددة و المياه السطحية 66% من مصادر المياه في الأردن سنة 2007 وهناك خطط لزيادة مصادر المياه حتى عام 2022 من بينها مشروعي قناة البحر الأحمر و قناة البحر الميت اللتان يعتقد أنهما سيساهمان بما مقداره 500 مليون م3 سنوياً أو ما سيعادل 30% من مصادر المياه في الأردن عام 2022 . تم تشكيل اللجنة الملكية للمياه (الأردن) برئاسة الأمير فيصل بن الحسين شقيق العاهل الأردني الملك عبد الله بن الحسين سنة 2009 كدلالة على اهتمام العائلة الهاشمية الحاكمة في الأردن بموضوع المياه

## الوزراء
تولى منصب وزير الزراعة في الأردن كل من :
| الوزير             | بداية الفترة    | نهاية الفترة    | رئيس الوزراء |
| ------------------ | --------------- | --------------- | ------------ |
| أحمد دخقان         | 9 يناير 1988    | 24 أبريل 1989   |              |
| محمد صالح الكيلاني | 27 أبريل 1989   | 6 ديسيمبر 1989  |              |
| داود خلف           | 7 ديسيمبر 1989  | 1 يناير 1991    |              |
| سعد هايل السرور    | 2 يناير 1991    | 19 يونيو 1991   |              |
| سمير قعوار         | 20 يونيو 1991   | 20 نوفيمبر 1991 |              |
| سمير قعوار         | 21 نوفيمبر1991  | 29 مايو 1993    |              |
| بسام قاقيش         | 30 مايو 1993    | 1 ديسيمبر 1993  |              |
| هشام الخطيب        | 2 ديسيمبر 1993  | 7 يونيو 1994    |              |
| صالح رشيدات        | 8 يونيو 1994    | 7 يناير 1995    |              |
| صالح رشيدات        | 8 يناير 1995    | 4 يونيو 1996    |              |
| سمير قعوار         | 4 يونيو 1996    | 19 مارس 1997    |              |
| منذر حدادين        | 19 مارس 1997    | 10 أغسطس 1998   |              |
| هاني الملقي        | 11 أغسطس 1998   | 4 مارس 1999     |              |
| كامل محادين        | 4 مارس 1999     | 18 يونيو 2000   |              |
| حاتم حلواني        | 19 يونيو 2000   | 16 يونيو 2001   |              |
| حازم الناصر        | 16 يونيو 2001   | 4 يناير 2002    |              |
| حازم الناصر        | 14 يناير 2002   | 20 يوليو 2002   |              |
| حازم الناصر        | 21 يوليو 2002   | 22 أكتوبر 2003  |              |
| حازم الناصر        | 25 أكتوبر 2003  | 4 مايو 2004     |              |
| حازم الناصر        | 4 مايو 2004     | 5 أبريل 2005    |              |
| رائد أبو السعود    | 7 أبريل 2005    | 3 يوليو 2005    |              |
| منذر الشرع         | 3 يوليو 2005    | 24 نوفيمبر 2005 |              |
| محمد ظافر العالم   | 27 نوفيمبر 2005 | 29 يوليو 2007   |              |
| محمد الشطناوي      | 2 سيبتمبر 2007  | 22 نوفيمبر 2007 |              |
| رائد أبو السعود    | 25 نوفيمبر 2007 | 9 ديسيمبر 2009  |              |
| محمد النجار        | 24 ديسيمبر 2009 | 22 نوفيمبر 2010 |              |
| محمد النجار        | 24 نوفيمبر 2010 | 1 فبراير 2011   |              |
| محمد النجار        | 9 فبراير 2011   | 11 أكتوبر 2011  |              |
| موسى الجمعاني      | 24 أكتوبر 2011  | 26 أبريل 2012   |              |
| محمد النجار        | 2 مايو 2012     | 10 أكتوبر2012   |              |
| ماهر أبو السمن     | 11 أكتوبر 2012  | 30 مارس 2013    |              |
| حازم الناصر        | 30 مارس 2013    | 29 مايو 2016    |              |
| حازم الناصر        | 1 يونيو 2016    | 25 فبراير 2018  |              |
| علي الغزاوي        | 25 فبراير 2018  | 4 يونيو 2018    |              |
| منير عويس          | 14 يونيو 2018   | 11 أكتوبر 2018  |              |
| رائد أبو السعود    | 11 أكتوبر 2018  | 11 أكتوبر 2020  |              |
| معتصم سعيدان       | 12 أكتوبر 2020  | حتى الآن        | بشر الخصاونة |

| الصورة            | الاسم (مواليد–وفاة)      | فترة شغل المنصب     | فترة شغل المنصب   | فترة شغل المنصب   | الحكومة            | ملاحظات           |
| الصورة            | الاسم (مواليد–وفاة)      | تولى المنصب         | غادر المنصب       | المدة             | الحكومة            | ملاحظات           |
| وزير المياه والري | وزير المياه والري        | وزير المياه والري   | وزير المياه والري | وزير المياه والري | وزير المياه والري  | وزير المياه والري |
| ----------------- | ------------------------ | ------------------- | ----------------- | ----------------- | ------------------ | ----------------- |
|                   | الاسم (0000–0000)        | 01 شهر 0000         | 01 شهر 0000       | 1 سنة و31 أيام    | الحكومة            |                   |
|                   | الاسم (0000–0000)        | 01 شهر 0000         | 01 شهر 0000       | 1 سنة و31 أيام    | الحكومة            |                   |
|                   | الاسم (0000–0000)        | 01 شهر 0000         | 01 شهر 0000       | 1 سنة و31 أيام    | الحكومة            |                   |
|                   | الاسم (0000–0000)        | 01 شهر 0000         | 01 شهر 0000       | 1 سنة و31 أيام    | الحكومة            |                   |
|                   | معتصم سعيدان (0000–0000) | 12 تشرين الأول 2020 | 7 آذار 2021       | 135 أيام          | حكومة بشر الخصاونة |                   |
|                   | محمد النجار (1956–)      | 7 آذار 2021         | في المنصب         | 4 سنوات و15 أيام  | حكومة بشر الخصاونة |                   |

## مواضيع ذات صلة
- قائمة سدود الأردن
- قناة البحر الميت

## وصلات
- الموقع الرسمي لسلطة المياه التابع لوزارة المياه في الأردن
- الموقع الرسمي لسلطة وادي الأردن التابع لوزارة المياه في الأردن